# Ablakon
Ablakon (1984) é um filme da Costa do Marfim realizado por Roger Gnoan M'Bala.

## Sinopse
Uma cidade com os seus problemas. Um gang de crianças abandonadas que se abastecem e que se afirmam como heróis. A polícia anda atrás deles dia e noite. Mas eles são empreendedores, enérgicos e cheios de vitalidade. Apesar de serem rejeitados pelos pais e ignorados pelo resto do mundo, formam entre si um poderoso exemplo da solidariedade.
Ablakon é diferente: é um adulto delinquente e vigarista. Classificando-se como empresário, conseguiu enganar inúmeras pessoas. Quando este resolve regressar à aldeia com a sua cúmplice, a sua vida extravagante é confundida como um sinal de sucesso. Seguindo-o como exemplo, muitos jovens partiram para a cidade, onde brevemente compreenderam o seu equívoco...

## Elenco
- Kodjo Eboucle
- Issa Sanogo
- Mathieu Attawa
- Joel Okou
- Bitty Moro
- Adjei Zoubly

## Festivais
- Festival de Milão (1997)
- Festival de Veneza (1985)

## Prémios
- Prémio de Interpretação Masculina do FESPACO - Festival Panafricano de Ouagadougou, Burkina Faso (1985)